# Paris-Nice 1994
Paris-Nice 1994 est la 52e édition de Paris-Nice. La course cycliste s’est déroulée du  6 au 13 mars 1994. La course est gagnée par le Suisse Tony Rominger de l'équipe Mapei-Clas devant Jesús Montoya (Banesto) et Viatcheslav Ekimov (WordPerfect).

## Participants
Sur cette édition de Paris-Nice, 135 coureurs participent divisés en 17 équipes : Mapei-Clas, Banesto, WordPerfect, Festina-Lotus, Novemail-Histor, Castorama, GB-MG Maglificio, Polti-Vaporetto, Gan, Lotto-Caloi, ONCE, Mercatone Uno-Medeghini, Jolly Componibili-Cage, Telekom, Catavana-A.S. Corbeil-Essones-Cedico, Chazal-MBK et Aubervilliers'93. L’épreuve est terminée par 73 coureurs.

## Étapes
| Étapes                | Date    | Villes étapes                    | Km       | Vainqueur d'étape        | Leader du classement général |
| --------------------- | ------- | -------------------------------- | -------- | ------------------------ | ---------------------------- |
| 1re étape             | 6 mars  | Fontenay-sous-Bois - Orléans     | 185,5 km | Mario Cipollini          | Mario Cipollini              |
| 2e étape              | 7 mars  | Gien - Nevers                    | 161 km   | Fabio Baldato            | Fabio Baldato                |
| 3e étape              | 8 mars  | Nevers - Clermont-Ferrand        | 202 km   | Djamolidine Abdoujaparov | Fabio Baldato                |
| 4e étape              | 9 mars  | Clermont-Ferrand - Saint-Étienne | 156 km   | Fabio Baldato            | Fabio Baldato                |
| 5e étape              | 10 mars | Saint-Étienne - Vaujany          | 199,3 km | Pascal Richard           | Pascal Richard               |
| 6e étape              | 11 mars | Beaumes-de-Venise - Marseille    | 195 km   | Mario Cipollini          | Pascal Richard               |
| 7e étape              | 12 mars | Toulon - Mandelieu-la-Napoule    | 199 km   | Charly Mottet            | Jesús Montoya                |
| 8e étape, 1er secteur | 13 mars | Mandelieu-la-Napoule - Nice      | 100 km   | Djamolidine Abdoujaparov | Jesús Montoya                |
| 8e étape, 2e secteur  | 13 mars | Nice - Col d'Èze (clm)           | 12,5 km  | Tony Rominger            | Tony Rominger                |

### 1reétape
6-03-1994. Fontenay-sous-Bois-Orléans, 185,5 km.
|   | Cycliste        | Équipe                  | Temps           |
| - | --------------- | ----------------------- | --------------- |
| 1 | Mario Cipollini | Mercatone Uno-Medeghini | 5 h 05 min 57 s |
| 2 | Fabio Baldato   | GB-MG Maglificio        | m.t.            |
| 3 | Endrio Leoni    | Jolly Componibili-Cage  | m.t.            |

### 2eétape
7-03-1994. Gien-Nevers 161 km.
|   | Cycliste                 | Équipe                  | Temps           |
| - | ------------------------ | ----------------------- | --------------- |
| 1 | Fabio Baldato            | GB-MG Maglificio        | 3 h 40 min 41 s |
| 2 | Mario Cipollini          | Mercatone Uno-Medeghini | m.t.            |
| 3 | Djamolidine Abdoujaparov | Polti-Vaporetto         | m.t.            |

### 3eétape
8-03-1994. Nevers-Clermont-Ferrand 202 km.
|   | Cycliste                 | Équipe                  | Temps           |
| - | ------------------------ | ----------------------- | --------------- |
| 1 | Djamolidine Abdoujaparov | Polti-Vaporetto         | 5 h 38 min 04 s |
| 2 | Fabio Baldato            | GB-MG Maglificio        | m.t.            |
| 3 | Mario Cipollini          | Mercatone Uno-Medeghini | m.t.            |

### 4eétape
9-03-1994. Clermont-Ferrand-Saint-Étienne, 156 km.
|   | Cycliste         | Équipe                  | Temps           |
| - | ---------------- | ----------------------- | --------------- |
| 1 | Fabio Baldato    | GB-MG Maglificio        | 4 h 17 min 11 s |
| 2 | Giovanni Fidanza | Polti-Vaporetto         | + 1 s           |
| 3 | Simone Biasci    | Mercatone Uno-Medeghini | m.t.            |

### 5eétape
10-03-1994. Saint-Étienne-Vaujany, 199,3 km.
|   | Cycliste           | Équipe           | Temps           |
| - | ------------------ | ---------------- | --------------- |
| 1 | Pascal Richard     | GB-MG Maglificio | 5 h 43 min 17 s |
| 2 | Viatcheslav Ekimov | WordPerfect      | m.t.            |
| 3 | Tony Rominger      | Mapei-Clas       | m.t.            |

### 6eétape
11-03-1994. Beaumes-de-Venise-Marseille, 195 km.
|   | Cycliste                 | Équipe                  | Temps           |
| - | ------------------------ | ----------------------- | --------------- |
| 1 | Mario Cipollini          | Mercatone Uno-Medeghini | 5 h 04 min 33 s |
| 2 | Djamolidine Abdoujaparov | Polti-Vaporetto         | m.t.            |
| 3 | Laurent Jalabert         | ONCE                    | m.t.            |

### 7eétape
12-03-1994. Toulon-Mandelieu-la-Napoule, 199 km.
|   | Cycliste      | Équipe          | Temps           |
| - | ------------- | --------------- | --------------- |
| 1 | Charly Mottet | Novemail-Histor | 5 h 04 min 32 s |
| 2 | Jesús Montoya | Banesto         | + 13 s          |
| 3 | Ronan Pensec  | Novemail-Histor | + 19 s          |

### 8eétape,1ersecteur
13-03-1994. Mandelieu-la-Napoule-Nice, 100 km.
|   | Cycliste                 | Équipe                  | Temps           |
| - | ------------------------ | ----------------------- | --------------- |
| 1 | Djamolidine Abdoujaparov | Polti-Vaporetto         | 2 h 19 min 03 s |
| 2 | Mario Cipollini          | Mercatone Uno-Medeghini | m.t.            |
| 3 | Laurent Jalabert         | ONCE                    | m.t.            |

### 8eétape,2esecteur
13-03-1994. Nice-Col d'Èze, 12,5 km (clm).
L'étape ne concerne que les 80 premiers du général.
|   | Cycliste      | Équipe     | Temps       |
| - | ------------- | ---------- | ----------- |
| 1 | Tony Rominger | Mapei-Clas | 22 min 06 s |
| 2 | Jesús Montoya | Banesto    | + 42 s      |
| 3 | Alex Zülle    | ONCE       | + 46 s      |

## Classement final
| #   | Cycliste              | Équipe           |    | Temps            |
| --- | --------------------- | ---------------- | -- | ---------------- |
| 1.  | Tony Rominger         | Mapei-Clas       | en | 37 h 16 min 05 s |
| 2.  | Jesús Montoya         | Banesto          | +  | + 36 s           |
| 3.  | Viatcheslav Ekimov    | Wordperfect      |    | 1 min 30 s       |
| 4.  | Ronan Pensec          | Novemail-Histor  |    | 1 min 41 s       |
| 5.  | Laurent Roux          | Castorama        |    | 1 min 53 s       |
| 6.  | Vicente Aparicio      | Banesto          |    | 2 min 38 s       |
| 7.  | Pascal Richard        | GB-MG Maglificio |    | 2 min 47 s       |
| 8.  | Jean-François Bernard | Banesto          |    | 2 min 53 s       |
| 9.  | Gianni Bugno          | Polti            |    | 3 min 00 s       |
| 10. | Eddy Seigneur         | Gan              |    | 3 min 11 s       |